# Székely Norbert
Székely Norbert (1973. szeptember 15.) kosárlabda-vezetőedző. Klubedzőként magyar bajnok, magyar kupagyőztes, Euroliga döntős. Szövetségi kapitányként Európa-bajnoki ezüstérmes az U20-as válogatottal. 2009 és 2011 valamint 2017 és 2024 között a magyar női kosárlabda-válogatott szövetségi kapitánya volt.

## Szakmai karrierje női csapat edzőként
1997-ben testnevelő tanári, 2000-ben kosárlabdaedzői diplomát szerzett a Testnevelési Egyetemen. 2007-ben ideiglenesen, illetve 2009 és 2011 között már irányította a magyar női válogatott csapatot. Az U20-as női válogatottal 2006-ban Európa-bajnoki ezüstérmet nyert. 2017. szeptember végétől a Magyar Kosárlabdázók Országos Szövetségének elnöksége döntése alapján harmadszor is őt választotta a női válogatott szövetségi kapitányának.
Székely Norbert 2002–2013 között tizenegy évet töltött a soproni Uniqa-Euroleasing női kosárlabda csapat mellett edzőként, ebből hét évig vezetőedzőként irányította a csapatot. A klub csapat legfontosabb eredményei: öt bajnoki cím, öt Magyar Kupa-győzelem és az Euroliga négyes döntőjében való részvétel. A csapattal az utolsó évben 100%-os eredménnyel nyert bajnokságot és magyar kupát, a szlovák-magyar bajnokságban pedig ezüstérmet szereztek.

## Szakmai ideológiája
Székely Norbert számára a legfontosabb a csapategység megteremtése, az adott feltételek mellett legeredményesebben működő csapatösszetétel meghatározása. Fontos elem számára a játékosok személyiségének és viselkedésének elemzése, mely segítségével fel tudja készíteni csapatát a legfontosabb mérkőzéseken jelentkező krízis helyzetek kezelésére. Erre a vizsgálatra komplex üzleti alapú sport pszichológiai, döntéshozatal beazonosítását értékelő és definiáló rendszert, a RISE-t alkalmazza.

## Egyéb szakmai munka
Sopronban az utánpótlásban végzett munkája mellett részt vett a klubnál dolgozó edzők képzésében, valamint a Magyar Szövetség felkérésére egy olyan szakmai bizottság tagja volt, amely az utánpótlás részletes szakmai programját dolgozta ki, a kosárlabda-tehetségek országos fejlesztését célozva meg. Edzői munkájában klub- és válogatott szinten is mindig kiemelt figyelmet fordított az utánpótlásra, a fiatal tehetségek útjának támogatására szakmai segítésére. Ennek egyik állomása volt 2014-ben az a kétszer egyhetes egyéni játékos képző kurzusa, amelyre az ország egész területéről érkeztek fiatal, tehetséges játékosok. A 7-16 év közötti gyerekek a tartalmas foglalkozások keretében elsajátították a korosztályuknak megfelelő játékelemeket, és életkoruknak megfelelő erőnléti felkészítést is kaptak.